# 博尔加陶
博尔加陶，是匈牙利沃什州所辖的一个村，总面积6.21平方公里，总人口134，人口密度21.6人/平方公里（2010年1月1日）。